# Jocul morții (film din 2002)
Jocul morții  (în engleză Gale Force) este un film de acțiune thriller  din 2002 în regia lui Jim Wynorski; cu Treat Williams în rolul principal și Michael Dudikoff, Curtis Armstrong, Susan Walters, Tim Thomerson, Marcia Strassman în alte roluri.

## Prezentare
Producătorii emisiunii de reality-show Vânătoare de comori selectează câțiva concurenți pentru a găsi 10 milioane de dolari americani. Fără să anunțe participanții, producătorii schimbă regulile și dau mână liberă soldaților care păzesc banii.

## Distribuție
- Treat Williams – 	Sam Garrett
- Michael Dudikoff – Jared
- Susan Walters – Susan Billings
- Tim Thomerson – Phillip Edwards
- Marcia Strassman – Kim Nelson
- Curtis Armstrong – Steve Chaney
- Cliff De Young - Stuart McMahon
- Gretchen Palmer - Tina Mason
- William Zabka - Rance
- Marc McClure - Moran
- Dave Hager - Whitney
- Eric James Virgets - Jeffries
- Renee Ridgeley - Julie Connors
- Bruce Nozick - Jack MacRae
- Tamara Davies - Mindi Rain
- Robert Clotworthy - Bill Cassidy

## Producție
Filmul a fost unul dintre primele realizate de Artisan Advantage, o nouă ramură a Artisan Entertainment.

## Lansare și primire
A fost lansat pe DVD pentru piața americană, de Artisan Entertainment pe 15 ianuarie 2002.
Filmul a avut un rating scăzut din partea publicului larg. Cu toate acestea, a fost revizuit cu entuziasm de unii recenzori ai filmelor din categoria B.